# Pearsons
Pearsons is een warenhuis in het Engelse Enfield. Het warenhuis is actief sinds 1903 en maakt sinds 2010 deel uit van de Morleys Stores Group.

## Geschiedenis
Pearsons werd in 1903 opgericht door Arthur en Stanley Pearson.
Tijdens de Tweede Wereldoorlog had de winkel aan Church Street, in het centrum van Enfield, veel te lijden gehad. In 1962 werd het warenhuis gerenoveerd en fors uitgebreid. Hierbij werden onder meer liften e roltrappen geïnstalleerd en opende een nieuw restaurant.
In november 2010 werd bekend gemaakt dat het familie gerunde warenhuis werd overgenomen door de  Morleys Stores Group. Het warenhuis had ook een filiaal aan North Street in Bishops Stortford in Hertfordshire, dat werd gesloten in 2012.
Begin 2025 opereert het warenhuis, dat een volledig assortiment aanbiedt, nog altijd onder zijn oorspronkelijke naam. 